# Carlos Zegarra (football)
Pour les articles homonymes, voir Carlos Zegarra.
Carlos Alberto Zegarra Zamora, né le 17 janvier 1977 à Lima au Pérou, est un footballeur international péruvien qui jouait au poste de milieu de terrain. 
Il est issu d'une famille de footballeurs, son père Víctor Zegarra étant l'une des idoles de l'Alianza Lima et son frère, Pablo Zegarra, un international péruvien des années 1990.

## Biographie

### Carrière en club
Champion du Pérou à deux reprises avec le Sporting Cristal en 2002 et 2005, Carlos Zegarra dispute six éditions de la Copa Libertadores avec ce club (30 matchs et trois buts). Il jouera encore dix rencontres de cette dernière compétition avec l'Alianza Lima (quatre matchs) et le León de Huánuco (six matchs, un but)
L'essentiel de sa carrière se déroule au Pérou même s'il s'expatrie brièvement en Grèce en 2006 afin de jouer pour le PAOK Salonique (seulement six matchs disputés).
Il raccroche les crampons en 2015 au Willy Serrato. Sitôt sa carrière de joueur terminée, il connaît une courte expérience d'entraîneur au sein de l'Alianza Guadalupe, modeste club de Copa Perú (D3 péruvienne), entre 2015 et 2016.

### Carrière en équipe nationale
International péruvien, Carlos Zegarra dispute 24 matchs entre 2003 et 2012. Il marque son seul but international le 20 août 2003, en match amical, face au Mexique (victoire 3-1). Il dispute notamment la Copa América 2004 organisée par le Pérou. 

## Palmarès(joueur)
Sporting Cristal
- Championnat du Pérou (2) :
  - Champion : 2002 et 2005.